# Lista över insjöar i Sorsele kommun
Detta är en lista över sjöar i Sorsele kommun baserad på sjöns utloppskoordinat. Listan är av tekniska skäl uppdelad på flera listor. 

## Listor
- Lista över insjöar i Sorsele kommun (1-1000)
- Lista över insjöar i Sorsele kommun (1001-2000)
- Lista över insjöar i Sorsele kommun (2001-3000)
- Lista över insjöar i Sorsele kommun (3001-)